# 鞍山路站
鞍山路站中华人民共和国安徽省芜湖市鸠江区鞍山路与凤鸣湖路交口南侧的一座单轨车站，属于芜湖轨道交通1号线。2021年11月3日投入运营。

## 车站结构
鞍山路站为地上三层车站，一层为出入口，二层为车站大堂，三层为车站站台，设有两个侧式站台，并设有半高屏蔽门。

### 车站楼层
| 地上三层 | 侧式站台，右側開门 | 侧式站台，右側開门           |
| 地上三层 | 轨道（西）         | █ 1号线往白马山（港湾路）    |
| 地上三层 | 轨道（东）         | █ 1号线往保顺路（龙山路）    |
| 地上三层 | 侧式站台，右側開门 |                              |
| 地上二层 | 站厅               | 客服中心、自动售票机、验票机 |
| 地面     | 出入口             | 1-4出入口                    |

## 车站出口
鞍山路站共设4个出口，各出口及周围设施如下所示：
|                           |      |              |                                                                                          |
| 出口编号                  | 照片 | 地点         | 可到达目的地                                                                             |
| 出口 · 1L · 升降机标志    |      | 凤鸣湖路东侧 | 震宇（芜湖）实业有限公司                                                                 |
| 出口 · 2L · 扶手电梯标志  |      | 凤鸣湖路西侧 | 重庆长安民生物流股份有限公司芜湖中转站、西上海集团芜湖实业有限公司、芜湖长久物流有限公司 |
| 出口 · 3L · 扶手电梯标志  |      | 凤鸣湖路西侧 | 奇瑞汽车股份有限公司                                                                     |
| 出口 · 4L · 扶手电梯标志  |      | 凤鸣湖路东侧 | 芜湖张恒春药业有限公司、莫森泰克汽车科技有限公司                                         |
| 註： 設有 \| 設有扶手電梯 |      |              |                                                                                          |

## 接驳交通

### 公交车
- 张恒春药业：23、110晚班、201路
- 凤鸣湖路鞍山路：23、110晚班、201、237路